# Liste de jeux vidéo Le Petit Dinosaure
La liste de jeux vidéo Le Petit Dinosaure répertorie les jeux vidéo basés sur l'univers des films et de la série Le Petit Dinosaure (The Land Before Time en version originale).

## Jeux éducatifs
- 1997 : The Land Before Time Activity Center (Microsoft Windows)
- 1998 : Le Petit Dinosaure : L'Histoire merveilleuse, en version originale The Land Before Time Animated Movie Book (Windows)
- 1998 : Le Petit Dinosaure : L'Aventure des maths, en version originale The Land Before Time: Math Adventure (Windows)
- 1998 : Le Petit Dinosaure : La Vallée de l'aventure, en version originale The Land Before Time: Kindergarten Adventure (Windows), réédité en  2004
- 1999 : Le Petit Dinosaure : En route vers l'école, en version originale The Land Before Time: Preschool Adventure (Windows)
- 1999 : The Land Before Time: Toddler Time (Windows)
- 2000 : The Land Before Time Dinosaur Arcade (Windows)
- 2004 : The Land Before Time: Prehistoric Adventures (Windows)

## Autres jeux
- 2000 : Le Petit Dinosaure : Retour vers la Grande Vallée, en version originale The Land Before Time: Return to the Great Valley (PlayStation)
- 2001 : Le Petit Dinosaure : La Course des dinos, en version originale The Land Before Time: Great Valley Racing Adventure (PlayStation)
- 2001 : Le Petit Dinosaure, en version originale The Land Before Time (Game Boy Color)
- 2002 : Le Petit Dinosaure, en version originale The Land Before Time (Game Boy Advance)
- 2002 : The Land Before Time: Big Water Adventure (PlayStation)
- 2006 : La Vallée du Petit Dinosaure : Aventures vers l'inconnu, en version originale The Land Before Time: Into the Mysterious Beyond (Game Boy Advance)